# Heißriss
Ein Heißriss ist eine Schädigung des Werkstückes durch Schweißen. Der Riss entsteht während der Erstarrung bei Temperaturen, die zwischen der Solidus- und der Liquidustemperatur liegen, und ist damit ein typischer Fehler bei der Schweißnahterstarrung.

## Definition
Unter der Bezeichnung „Heißriss“ werden gemäß Merkblatt DVS 1004-1 Risserscheinungen verstanden, die in Anwesenheit von niedrigschmelzenden, spröden Substanzen auf den Korngrenzen verursacht werden. Sie entstehen durch hohe Temperaturen im Verlauf oder nach Beendigung des Schweißprozesses. Basierend auf ihrem Bruchverhalten bei Heißzugversuchen werden Heißrisse in der Fachliteratur auch als „spröde“, d. h. verformungslose Werkstofftrennungen, im Schweißgut und in der Wärmeeinflusszone, des Grundwerkstoffs bezeichnet.

### Abgrenzung zum Kaltriss
Kaltrisse entstehen im festen Zustand nach Unterschreiten der Solidustemperatur, beispielsweise aufgrund von großen Härteunterschieden, Schweißschrumpfspannungen oder Wasserstoffversprödung.

## Mechanismus der Heißrissbildung
Werkstoffe mit einem großen Erstarrungsintervall zwischen Liquidus- und Solidustemperatur, hohen Phosphor-, Schwefel- und Kohlenstoffgehalten, neigen ebenso zu Heissrissen wie Werkstoffe mit geringer Zähigkeit bei hohen Temperaturen. Bei Legierungen bildet sich eine eutektische oder nichtmetallische Phase vor oder auf den erstarrenden Dendriten. Beim Kornwachstum werden diese Verunreinigungen vor dem wachsenden Korn her geschoben und verbleiben in der Schmelze. Die Seigerung der Restschmelze mit nichtmetallischen Stoffen verringert die Erstarrungstemperatur der verbleibenden Schmelze und bewirkt ein verhältnismäßig langes Verbleiben einer flüssigen Phase zwischen den bereits erstarrten Dendriten. Folgerichtig steigt die Heissrissgefahr mit Erhöhung dieser Stahlverunreinigungen, da die Solidustemperatur mit dem Grad der Verunreinigung sinkt. Diese Schmelze kann dann von den beim Schweißen entstehenden Spannungen auseinandergerissen werden. Die Entstehung von Heißrissen (früher auch als „Warmrisse“ bezeichnet) ist deshalb an das Vorhandensein von flüssigen, halbflüssigen, niedrigschmelzenden oder auch spröden Phasen auf den Korngrenzen gebunden, die infolge von Erstarrungs- und Umwandlungsvorgängen im Temperaturbereich der Solidustemperatur entstehen können oder bereits vorhanden sind. Spröde Phasen sind nicht in der Lage, auftretende Schrumpfbeanspruchungen zu übertragen (siehe auch Terrassenbruch). Es kann auch nach dem Erkalten des geschweißten Bauteils noch zu Heissrissen, meist als Mikrorisse, infolge von Schrumpfspannungen oder anderer äußerer Belastungen kommen. Besonders heißrissgefährdet sind hochlegierte austenitische Stähle. Das Lösungsvermögen der austenitischen Dendriten für Schwefel, Phosphor und Kohlenstoff ist deutlich geringer als das der ferritischen Stähle.

## Arten
Nach ihrer Entstehungsursache wird zwischen den Erstarrungs- und den Aufschmelzungsrissen unterschieden.

### Erstarrungsrisse
Erstarrungsrisse liegen im Schweißgut und entstehen bei der Kristallisation des Werkstoffs aus der flüssigen Phase. Im Innern der Schweißraupe entstehen zunächst Mikrorisse, die sich bei weiter zunehmender Erstarrung bis zur Oberfläche hinziehen können und dort als Makrorisse sichtbar werden. Die Rissoberflächen sind in diesem Fall nicht metallisch blank, sondern mit Oxiden belegt. Die Erstarrungsrisse verlaufen grundsätzlich senkrecht zur stärksten Schrumpfverformung. Diese Risse lassen sich meist mit der Lupe, oft aber auch bereits mit bloßem Auge erkennen (Beispielsweise: Nahtmittenrisse, Endkraterrisse). Reichen diese bis zur Oberfläche, so lassen sie sich durch Oberflächenrissprüfverfahren nachweisen.
Empfohlen zur Heissrissvermeidung werden die Vorwärmung des Bauteils und kleine und flache Schweißbäder. Kleine Schweißbäder können beispielsweise durch Anwendung der Mehrlagenschweißtechnik oder Auswahl günstiger Nahtformen erzeugt werden. Durch diese Maßnahmen werden Schrumpfspannungen verringert und eine ausgeprägte dendritische Erstarrung des Schmelzbades vermieden.

### Aufschmelzungsrisse bzw. Wiederaufschmelzrisse
Aufschmelzrisse, auch Wiederaufschmelzrisse genannt, entstehen in der an das Schmelzbad angrenzenden Wärmeeinflusszone (WEZ). Dies kann dann sowohl der Grundwerkstoff oder bei mehrlagiger Schweißung auch die darunter- oder danebenliegenden Wärmeeinflusszone von Schweißraupen sein. Sie entstehen bevorzugt an der Übergangsstelle zwischen dem flüssigen Schweißgut und der WEZ und sie reichen oft bis in den Grundwerkstoff hinein. Die Ursache von Wiederaufschmelzungsrissen ist die Wiederverflüssigung der an den Korngrenzen liegende Ausscheidungen. Gleichzeitig treten Zugspannungen als Folge der Abkühlung des Schweißgutes durch seine Volumenverringerung auf. Die Ausscheidungen waren zwar unmittelbare Folge des Schweißprozesses, hatten aber nicht zu den zuvor beschriebenen Erstarrungsrissen geführt.
Wie auch bei den Erstarrungsrissen, lässt sich durch die Verringerung der Wärmeeinbringung, beispielsweise durch Strichraupen und Mehrlagenschweißung, die Heißrissgefahr beim Schweißen verringern.

### Risse durch Verformbarkeitsabfall
Risse durch die Verringerung der Verformbarkeit des Werkstoffs, als Folge der Schweißung, liegen in der WEZ oder unmittelbar daneben. Es sind interkristalline Trennungen die nach dem Erkalten des Materials auftreten. Ein Anschmelzen der Korngrenzen hat nicht stattgefunden. 

## Erkennung
Üblicherweise sind Heißrisse klein und erstrecken sich nur selten über mehrere Millimeter oder gar Zentimeter. Das gilt insbesondere für Wiederaufschmelzrisse und Risse infolge Verformbarkeits- oder Zähigkeitsabfall (engl.: Ductility Dip Cracking "DDC"), die hauptsächlich als Mikrorisse vorkommen und oft nicht bis an die Oberfläche heranreichen. Mikrorisse lassen sich mit zerstörungsfreien Prüfverfahren daher nicht immer auffinden. 
Die Rissursache und ihre Abgrenzung zu Kaltrissen kann anhand eines metallographischen Schliffes vorgenommen werden. Im Schliffbild ist die Erstarrungsrichtung meist deutlich zu sehen. Eine bessere Abgrenzung von Erstarrungsrissen zu Kaltrissen und Lunkern bietet eine Untersuchung mit dem Rasterelektronenmikroskop. Die Bruchfläche eines Erstarrungsrisses, in einem austenitischen Schweißgut, verläuft dann entlang den unterschiedlich orientierten Dendritenpaketen. An den abgerundeten Dendritenspitzen wird deutlich, dass eine an der Oberfläche der Dendriten liegende Schmelze, nach dem Aufreißen frei erstarrt ist.